# Pete Newell
Pete Newell, né le 3 août 1915 à Vancouver, au Canada et mort le 17 novembre 2008, à Rancho Santa Fe en Californie, est un entraîneur et dirigeant canadien naturalisé américain de basket-ball.

## Palmarès
Entraîneur
- Champion NIT 1949
- Champion NCAA 1959
- Champion olympique 1960

## Pour approfondir
- Pete Newell Big Man Award